# Okehampton Castle
Okehampton Castle är ett slott i Storbritannien.   Det ligger i grevskapet Devon och riksdelen England, i den södra delen av landet, 290 km väster om huvudstaden London. Okehampton Castle ligger 181 meter över havet.
Terrängen runt Okehampton Castle är kuperad åt sydost, men åt nordväst är den platt. Runt Okehampton Castle är det ganska glesbefolkat, med 43 invånare per kvadratkilometer. Närmaste större samhälle är Okehampton, 0,97 km nordost om Okehampton Castle. Trakten runt Okehampton Castle består i huvudsak av gräsmarker.